# Andrej Makoveev
Andrej Aleksandrovič Makoveev (in russo Андрей Александрович Маковеев?; Tobol'sk, 16 ottobre 1982) è un ex biatleta russo.

## Biografia
Andrej Makoveev, attivo dalla stagione 2001-2002, in Coppa del Mondo ha esordito il 21 gennaio 2005 ad Anterselva in sprint (46º), ha ottenuto il primo podio il 15 marzo 2007 a Chanty-Mansijsk nella medesima specialità (3º) e la prima vittoria il 16 dicembre 2007 a Pokljuka in staffetta; ai Mondiali di Pyeongchang 2009, suo esordio iridato, si è classificato 24º nella sprint, 17º nell'inseguimento e 24º nella partenza in linea e l'anno dopo a quelli di Chanty-Mansijsk 2011 si è piazzato 4º nella sprint, 16º nell'inseguimento e 6º nella partenza in linea.
Ha conquistato la seconda e ultima vittoria in Coppa del Mondo il 12 gennaio 2012 a Nové Město na Moravě in individuale e ai successivi Mondiali di Ruhpolding 2012 è stato 32º nella sprint, 19º nell'inseguimento, 27º nella partenza in linea e 6º nella staffetta; ha conquistato l'ultimo podio in Coppa del Mondo il 12 gennaio 2013 a Ruhpolding in sprint (3º) e ai successivi Mondiali di Nové Město na Moravě 2013, suo congedo iridato, si è classificato 54º nell'individuale. Ha preso per l'ultima volta il via in Coppa del Mondo il 19 gennaio 2014 ad Anterselva in staffetta (8º) e si è ritirato in occasione dei successivi Mondiali estivi di Tjumen' 2014: la sua ultima gara in carriera è stata l'inseguimento del 24 agosto, chiuso da Makoveev al 12º posto. Non ha preso parte a rassegne olimpiche.

## Palmarès

### Universiadi
- 6 medaglie[senza fonte]:
  - 5 ori (sprint, inseguimento a Innsbruck 2005; sprint, inseguimento, partenza in linea a Torino 2007)[senza fonte]
  - 1 bronzo (staffetta a Torino 2007)[senza fonte]

### Coppa del Mondo
- Miglior piazzamento in classifica generale: 11º nel 2012
- 8 podi (6 individuali, 2 a squadre):
  - 2 vittorie (1 individuale, 1 a squadre)
  - 2 secondi posti (1 individuale, 1 a squadre)
  - 4 terzi posti (individuali)

#### Coppa del Mondo - vittorie
| Data             | Località             | Nazione   | Specialità                                                 |
| ---------------- | -------------------- | --------- | ---------------------------------------------------------- |
| 16 dicembre 2007 | Pokljuka             | Slovenia  | RL (con Maksim Čudov, Dmitrij Jarošenko e Nikolaj Kruglov) |
| 12 gennaio 2012  | Nové Město na Moravě | Rep. Ceca | IN                                                         |

Legenda:

IN = individuale

RL = staffetta